# Rebecca Elson
Rebecca Elson, (nata Rebecca Anne Wood Elson) (Montreal, 2 gennaio 1960 – Cambridge, 19 maggio 1999), è stata un'astronoma e scrittrice canadese con cittadinanza statunitense, nota per le sue ricerche sugli ammassi stellari, sull'evoluzione chimica e sulla formazione delle galassie. Insegnò all'Università di Harvard e all'Università di Cambridge.

## Biografia
Rebecca Elson, conosciuta come "Becky", nacque  nel gennaio 1960 da Jeanne Bridgman, nata Hickey, e John Albert Elson, un geologo e professore alla McGill University. Sua sorella maggiore, Sally, è nata nel 1958. Da adolescente, Elson viaggiava spesso in Canada con suo padre, dove faceva ricerche sul campo.
Elson si iscrisse all'università nel 1976, all'età di 16 anni. Scelse prima biologia, con un particolare interesse per la genetica, per passare poi all'astronomia, laureandosi allo Smith College sotto Waltraut Seitter. Durante i suoi studi, svolse un tirocinio presso l'Università di St Andrews in Scozia.
Elson conseguì la laurea magistrale in fisica presso l'Università della British Columbia, finanziato da una borsa di studio post-laurea del Canadian Natural Sciences and Engineering Research Council. La sua tesi era intitolata: "Un'indagine sui modelli di attrito dinamico". Durante questo periodo, completò le visite di studio estive all'Università di St Andrews e all'Osservatorio Reale di Edimburgo, che la portarono a pubblicare il suo primo articolo di ricerca e a maturare l'interesse per gli ammassi globulari.
Elson conseguì il dottorato di ricerca (1982-1986) presso l'Institute of Astronomy e il Christ's College dell'Università di Cambridge, dove ebbe una borsa di studio Isaac Newton, un premio per studenti di ricerca stranieri e una borsa di studio del vice-cancelliere. Il suo supervisore principale era S. Michael Fall, e durante il suo dottorato di ricerca trascorse del tempo all'osservatorio di Mount Stromlo di Canberra e all'osservatorio di Siding Spring di Coonabarabran, nel Nuovo Galles del Sud, dove lavorò con Kenneth C. Freeman.
In questo periodo, Elson scrisse diversi articoli scientifici e la sua tesi di dottorato intitolata ("The rich star clusters in the Large Magellanic Cloud"), in cui sviluppò il profilo di luminosità di Elson-Fall-Freeman (EFF) per la luminosità e scoprì profili inaspettatamente estesi negli ammassi stellari della Grande Nube di Magellano.

### Morte
All'età di 29 anni, a Elson fu diagnosticato un linfoma non-Hodgkin. Dopo il trattamento, la malattia andò in remissione e nel 1996 sposò l'artista italiano Angelo di Cintio. Ma poco dopo, il cancro tornò. Elson morì a Cambridge nel maggio 1999 all'età di 39 anni.
Nella sua breve carriera, Elson è stata autrice principale o ha contribuito a settanta lavori scientifici, tra cui trentotto importanti articoli di ricerca sulla letteratura scientifica.

## Opere

### Libri
- A Responsibility to Awe, 2001 ISBN 1-903039-54-1. Si tratta di una raccolta postuma di saggi e poesie pubblicata nel Regno Unito nel 2001 e negli Stati Uniti nel 2022. I testi furono selezionati dal marito Di Cintio e da un'amica poetessa, Anne Berkeley.[1] La raccolta fu riconosciuta come uno dei migliori libri dell'anno da The Economist.[5]

### Poesie
- Interdisciplinary Studies in Letters & Science, Rebecca Elson, 5 agosto 2005, web.archive.org online.chabotcollege.edu da Chabot College: Poems We Astronomers and Carnal Knowledge from Rebecca Elson, OxfordPoets Series. Carcanet. ISBN 1-90303-954-1
- Maria Popova: The Universe in Verse: Cosmologist and Saxophonist Stephon Alexander Reads “Explaining Relativity” by Astronomer and Poet Rebecca Elson, “It is this, and the existence of limits.“, 27 ottobre 2011, www.brainpickings.org.
- Maria Popova: The Universe in Verse: Regina Spektor Reads “Theories of Everything” by Astronomer, Poet, and Tragic Genius Rebecca Elson. Lyrical reflections at the crossroads of truth and meaning, 29 aprile 2019, www.brainpickings.org.
- Maria Popova: Antidotes to Fear of Death: Astrophysicist Janna Levin Reads Astronomer and Poet Rebecca Elson’s Stunning Cosmic Salve for Our Creaturely Tremblings of Heart, “Sometimes as an antidote to fear of death, I eat the stars.”, 10 aprile 2020, www.brainpickings.org.